# W. P. Hassenstein
Wolfgang-Peter Hassenstein (* 14. März 1938 in Deutschland, gestorben 25.März 2025 in Trostberg) ist ein deutscher Kameramann.

## Leben
Hassenstein erhielt in der zweiten Hälfte der 1950er Jahre eine fotografische Ausbildung und wirkte sukzessive als Kameraassistent und einfacher Kameramann, ehe er 1964 zum Chefkameramann aufstieg. Gleich im Folgejahr wurde er, an der Seite des erfahreneren Kollegen Kurt Hasse, zu einer der legendärsten deutschen Fernsehproduktionen herangeholt, dem ARD-Science-Fiction-Siebenteiler Raumpatrouille. Für seine Kameraarbeit zu Hans-Dieter Schwarzes nach einem Drehbuch von Max von der Grün gestalteten Fernsehfilm “Schichtwechsel” (1968) erhielt Hassenstein zum Jahresbeginn 1969 die Goldene Kamera. In den kommenden Jahrzehnten fotografierte Hassenstein eine große Anzahl an Fernsehfilmen, aber auch Dokumentationen und Werbeproduktionen. Ausflüge zum Kinofilm wie die Klamotte Brille und Bombe: Bei uns liegen Sie richtig! oder Jack Arnolds konventionellen Krimi Per Saldo Mord blieben die Ausnahmen.
Vor allem in der ersten Hälfte der 1970er Jahre war W. P. Hassenstein an hochwertigen Fernsehfilmen beteiligt. So fotografierte er beispielsweise zwei von der Kritik hoch gelobte Film-Fernseh-Koproduktionen Reinhard Hauffs, Matthias Kneißl und Die Verrohung des Franz Blum, aber auch die beiden Zeitstoffe aus dem antinazistischen Widerstand Operation Walküre und Die rote Kapelle sowie die ambitionierte Literaturverfilmung Der Stechlin mit Arno Assmann.
Ab Mitte desselben Jahrzehnts stellte sich der Wahlmünchner überwiegend für konventionelle Produktionen zur Verfügung und stand bei so unterschiedlichen Arbeiten wie der in Südafrika gedrehten Diamantenschmuggler-, Action- und Abenteuerserie Härte 10, Michael Pfleghars Klamauk Zwei himmlische Töchter und der Heimatserie Forsthaus Falkenau, einem Spätwerk Hassensteins, hinter der Kamera. Im Laufe der 1990er Jahre wurde Hassenstein kaum mehr beschäftigt, seine letzte große Arbeit waren fünf im Jahre 2000 ausgestrahlte Folgen der ZDF-Serie Schloßhotel Orth.

## Filmografie
- 1965: Raumpatrouille (TV-Serie, 7 Folgen)
- 1966: Brille und Bombe: Bei uns liegen Sie richtig!
- 1968: Cinderella Rockefella
- 1968: Schichtwechsel
- 1969: Mord nach der Oper
- 1969: Die Revolte
- 1969: Verraten und verkauft
- 1970: Zar und Zimmermann
- 1970: Janis Joplin (Fernsehdokumentation)
- 1970: Musical Tropical
- 1970: Mathias Kneißl
- 1971: Willy und Lilly
- 1971: Operation Walküre
- 1972: Ein Toter stoppt den 8 Uhr 10
- 1972: Die rote Kapelle
- 1972: Wozzeck
- 1973: Haus am Meer
- 1973: Desaster
- 1973: Die Verrohung des Franz Blum
- 1974: Griseldis
- 1974: Härte 10 (TV-Mehrteiler)
- 1975: Der Stechlin (TV-Mehrteiler)
- 1975: Per Saldo Mord (The Swiss Conspiracy)
- 1976: Die Erzählungen Bjelkins
- 1976: Insel der Rosen
- 1977: Diener und andere Herren
- 1978: Zwei himmlische Töchter
- 1981: Flächenbrand
- 1981, 1998: Ein Fall für zwei (TV-Serie)
  - 1981:  Todfreunde
  - 1998: Die letzte Rate
- 1982: Ungleicher Lohn
- 1982: Marianne und Sophie
- 1983: Schimmi
- 1984: Mrs. Harris – Freund mit Rolls Royce (TV-Reihe)
- 1985: Inseln hinter dem Meer (Dokumentarfilm)
- 1988: Der Lockspitzel
- 1988: Tatort: Tödlicher Treff
- 1988: Am Gletscher (Kristnihald undir Jökli)
- 1989: Torquemada (auch Produktion)
- 1989: Die Weinmacher
- 1989, 1991: Forsthaus Falkenau (zwei Episoden)
- 1991: Das größte Fest des Jahres – Weihnachten bei unseren Fernsehfamilien
- 1996: Helden haben’s schwer
- 2000: Schloßhotel Orth
- 2001: Strange Eye (Kurzfilm)